# Claude Terrasse
Claude Terrasse, född den 27 januari 1867, död den 30 juni 1923, var en fransk tonsättare.
Terrasse hade framgång med operetter, bland andra Les travaux d’Hercule (1901), Le sire de Vergy (1903) och Monsieur de La Palisse (1904; "Ambassadören", uppförd i Stockholm 1907), samt femaktsoperan Le mariage de Télémaque ("Telemaks friarefärd", uppförd på Kungliga Operan i Stockholm 1910).